# Lagunillas (Michoacán)
Lagunillas es una localidad en el norte del estado mexicano de Michoacán, cabecera del municipio homónimo, el cual está a una distancia 30 km de la capital del estado por la carretera federal No.14 Morelia-Pátzcuaro.

## Demografía
Cuenta con 2664 habitantes, lo que representa un incremento promedio de 0.68 % anual en el período 2010-2020 sobre la base de los 4494 habitantes registrados en el censo anterior. Ocupa una superficie de 2.638 km², lo que determina al año 2020 una densidad de 1010 hab/km².
| Gráfica de evolución demográfica de Lagunillas entre 2000 y 2020  |
|                                                                   |
| Fuente: Instituto Nacional de Estadística Geografía e Informática |

En el año 2010 estaba clasificada como una localidad de grado bajo de vulnerabilidad social.
La población de Lagunillas está mayoritariamente alfabetizada (4.35 % de personas analfabetas al año 2020) con un grado de escolarización en torno de los 8 años. Solo el 0.30 % de la población se reconoce como indígena.